# Krupez (Schepetiwka)
Krupez (ukrainisch Крупець; russisch Крупец Krupez, polnisch Krupiec) ist ein Dorf im Norden der ukrainischen Oblast Chmelnyzkyj mit etwa 1300 Einwohnern.

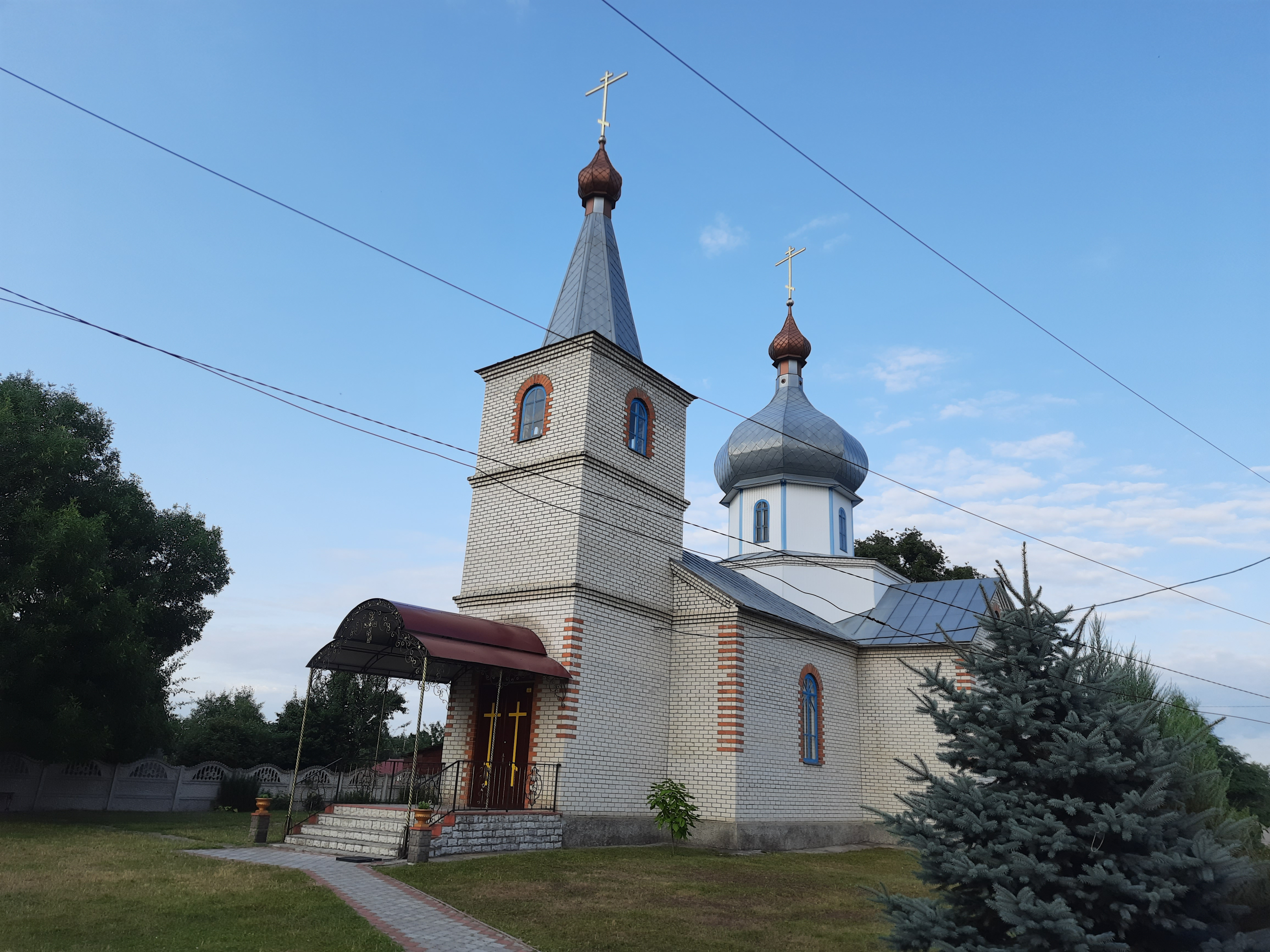
Kirche im Ort

Das Dorf wurde 1386 zum ersten Mal schriftlich erwähnt und liegt an einem Zufluss des nördlich des Horyn an der ukrainischen Nationalstraße N 25, 25 Kilometer nordwestlich der Rajonshauptstadt Schepetiwka und 102 Kilometer nördlich der Oblasthauptstadt Chmelnyzkyj, die ehemalige Rajonshauptstadt Slawuta liegt 5 Kilometer südöstlich des Ortes, die Bahnstrecke Kowel–Kosjatyn durchschneidet den Ort im Norden.

## Verwaltungsgliederung
Am 2. Oktober 2017 wurde das Dorf zum Zentrum der neugegründeten Landgemeinde Krupez (Крупецька сільська громада/Krupezka silska hromada). Zu dieser zählten auch die 5 Dörfer Chorowyzja, Kolomje, Komariwka, Poljan und Stryhany, bis dahin bildete es zusammen mit dem Dorf Stryhany die gleichnamige Landratsgemeinde Krupez (Крупецька сільська рада/Krupezka silska rada) im Nordwesten des Rajons Slawuta.
Am 5. Oktober 2018 kamen noch weitere 5 in der untenstehenden Tabelle aufgelistete Dörfer zum Gemeindegebiet.
Am 17. Juli 2020 kam es im Zuge einer großen Rajonsreform zum Anschluss des Rajonsgebietes an den Rajon Schepetiwka.
Folgende Orte sind neben dem Hauptort Krupez Teil der Gemeinde:
| Name                     | Name          | Name                               |
| ukrainisch transkribiert | ukrainisch    | russisch                           |
| ------------------------ | ------------- | ---------------------------------- |
| Chorowyzja               | Хоровиця      | Хоровица (Chorowiza)               |
| Didowa Hora              | Дідова Гора   | Дедова Гора (Dedowa Gora)          |
| Holowli                  | Головлі       | Головли (Golowli)                  |
| Kolomje                  | Колом’є       | Коломье                            |
| Komariwka                | Комарівка     | Комаровка (Komarowka)              |
| Lyssytsche               | Лисиче        | Лисичье (Lissitschje)              |
| Nyschni Holowli          | Нижні Головлі | Нижние Головли (Nischnije Golowli) |
| Poljan                   | Полянь        | Полянь                             |
| Potereba                 | Потереба      | Потереба                           |
| Stryhany                 | Стригани      | Стриганы (Strigany)                |